# Acanthoscurria armasi
Espèce
Acanthoscurria armasi est une espèce d'araignées mygalomorphes de la famille des Theraphosidae.

## Distribution
Cette espèce est endémique de Colombie,. Elle se rencontre vers le río Suárez entre 800 et 1 000 m d'altitude probablement dans le département de Santander.

## Description
Le mâle holotype mesure 38,3 mm.

## Systématique et taxinomie
Cette espèce a été décrite par Sherwood, Gabriel, Peñaherrera-R. et Alayón en 2025.

## Étymologie
Cette espèce est nommée en l'honneur de Luis F. de Armas.

## Publication originale
- Sherwood, Gabriel, Peñaherrera-R. & Alayón, 2025 : « A new species of Acanthoscurria Ausserer, 1871: proposal of the theraphosoides species-group and first published record of the genus from Colombia (Araneae: Theraphosidae). » Zootaxa, no 5563(1), p. 237-254.